# Kapounové ze Svojkova
Kapounové ze Svojkova jsou starý český vladycký rod, v 17. století povýšili do panského stavu. Původ rodového jména není jasný, je však spojován s hrádkem Svojkov u Nového Boru i s vladyky z Kačice, kteří se později začali nazývat Kapouny.

## Historie
Za prvního jistého předka rodu se považuje Piram, který na počátku 16. století sloužil v královských službách a vlastnil Pecku. Piramův bratr Jindřich měl syna Albrechta, který od roku 1557 působil jako purkrabí Pražského hradu. Někteří (např. Kryštof Václav a Jindřich) se stali hejtmany Hradeckého kraje.
Karel Kapoun ze Svojkova (1569-1626) zdědil Běruničky, koupil Zámrsk, avšak roku 1623 mu byl veškerý majetek zabaven. Jeho syn Albrecht válčil jako císařský důstojník se Švédy během třicetileté války. Spolu s bratry Jindřichem, Vejkartem a Jaroslavem povýšil roku 1644 do panského stavu. Albrecht se oženil s Evou Polyxenou Černínovou z Chudenic. Jejich dcera Ludmila Maxmiliána (1654–1703) vstoupila pod řeholním jménem Concordia do kláštera premonstrátek v Doksanech.
V roce 1698 se stal Gottfried hradeckým biskupem. Měli statky v severní a východní části Čech, např. Zámrsk, Valečov, Neustupov, Borovnici[nepřesný odkaz] či domy v Praze a Pardubicích. První větev rodu vymřela začátkem 18. století, druhá na počátku 19. století.

## Erb
Polepšený erb Kapounů ze Svojkova po povýšení do panského stavu z 22. června 1644: Čtvrcený červený štít se zlatou špicí a stříbrno-černě polceným srdečním štítkem (původní erb rodu) korunovaným pohanskou korunou a lemovaný vavřínovým věncem, který drží čtyři do středu obrácení stříbrní korunovaní dvojocasí lvi v jednotlivých polích hlavního štítu.
Ve špici (patě) štítu se vidí černý korunovaný (někdy dvojocasý) lev, na jehož boku jsou tři hořící granáty, přičemž z každého šlehají tři plameny nad sebou.
V pozdější verzi na štítě stojí tři korunované turnajové přílby. Na pravé s přikryvadly černo zlatými jsou černá otevřená orlí křídla, každé se třemi hořícími granáty z hrotu štítu nad sebou. Z prostřední s přikryvadly černo-zlatými a červeno-stříbrnými vyrůstají dva rohy, pravý stříbrný a levý černý (původní klenot). Na levé přílbě s červeno-stříbrnými přikryvadly je deset doleva vlajících červených praporků na dlouhých ratištích.

## Příbuzenstvo
Spojili se s Cidlinskými ze Sluh, Okrouhlickými z Kněnic, Dobřenskými z Dobřenic, Černíny z Chudenic či Vančury z Řehnic.